# Henri V. Kehiaian
Henri Vartan Kehiaian (n. 12 august 1929, București, România – d. 18 decembrie 2009, Paris, Franța) a fost un chimist francez de origine română, ales ca membru de onoare al Academiei Române (în 1993).

## Biografie
Născut la București, la 12 august 1929, într-o familie de armeni, Henri Kehiaian urmează Școala germană din capitală (învățământul primar/secundar), ajungând astfel un bun cunoscător al limbii germane. Studiază chimia la Universitatea din București. Spre finalul anilor '50 se stabilește în Polonia, la Varșovia, unde se căsătorește cu Krystyna Sosnkowska, cercetător la Institutul de Chimie Fizică al Academiei Poloneze de Științe (IchF PAN). Susține lucrarea de doctorat la același Institut, sub îndrumarea Prof. Swietoslawski, obținând diploma de doctor în chimie în 1967.
În 1966 pleacă la Viena, la Institutul de Chimie fizică al Universității, unde vizitează echipa profesorului Kohler, din care făcea parte și Emmerich Wilhelm, cu care lucrase pentru teza sa de doctorat. După mai bine de zece ani de lucru în cadrul IchF PAN, în 1970 Henri Kehiaian părăsește Polonia și se muta împreună cu familia în Franța.

## Lucrări publicate
Pe baza cercetărilor sale, a scris, de-a lungul timpului, peste 150 lucrări științifice.
În calitate de redactor-șef (din 2000) al prestigioasei reviste Landolt-Börnstein, a publicat patru volume de specialitate, realizate în colaborare cu o serie de alți autori:
1. Heats of Mixing and Solution; Binary Liquid Systems of Nonelectrolytes (J.-P. E. Grolier, C. J. Wormald, J.-C. Fontaine, K. Sosnkowska-Kehiaian, H. V. Kehiaian)
2. Heats of Mixing and Solution; Binary Gaseous, Liquid, Near-Critical and Supercritical Fluid Systems of Nonelectrolytes (C. J. Wormald, J.-P. E. Grolier, J.-C. Fontaine, K. Sosnkowska-Kehiaian, H. V. Kehiaian)
3. Vapor-Liquid Equilibrium in Mixtures and Solutions; Binary Liquid Systems of Nonelectrolytes (I. Wichterle, J. Linek, Z. Wagner, J.-C. Fontaine, K. Sosnkowska-Kehiaian, H. V. Kehiaian)
4. Volumetric Properties of Mixtures and Solutions; Binary Liquid Systems of Nonelectrolytes (I. Cibulka, L. Hnedkovsky, J.-C. Fontaine, K. Sosnkowska-Kehiaian, H. V. Kehiaian)